# Ischnothyreus
Ischnothyreus es un género de arañas araneomorfas de la familia Oonopidae.

## Especies
- Ischnothyreus auritus Tong & Li, 2012
- Ischnothyreus falcatus Tong & Li, 2008
- Ischnothyreus hanae Tong & Li, 2008
- Ischnothyreus qianlongae Tong & Li, 2008
- Ischnothyreus spineus Tong & Li, 2012
- Ischnothyreus xui Tong & Li, 2012
- Ischnothyreus yuanyeae Tong & Li, 2012